# .gl
.gl - домен верхнего уровня с кодом страны (ccTLD) в системе доменных имён Интернета для Гренландии. Домен доступен для интернет-услуг по всему миру, а регистрации обрабатываются аккредитованными ICANN регистраторами доменных имён.
Доменное имя иногда обозначается как «удача», «графическая библиотека», Галисия или галисийский язык, или Глостершир.
В апреле 2013 года реестр в одностороннем порядке добровольно приостановил действие решения thepiratebay.gl, предназначенного для нового основного доменного имени для поисковой системы Bittorrent The Pirate Bay.